# Букелларии
Букелларии, буцелларии или ипасписты (лат. Bucellarius, греч. Βουκελλάριοι) — в Восточной и Западной римских империях личные телохранители частных лиц — полководцев, сенаторов. Были скопированы с варварских дружин, заменили комитов. Термин возник в конце IV или в V в. при императорах Гонории и Аркадии. В Византии VI века такие дружины стали обязательными для полководцев.

## Организация
Латинское слово Boukellaton означало 'сухой', 'подсушенный, поджаристый хлеб' с дыркой посредине. Причиной для прозвища было то, что букелларии присутствовали при трапезах своего господина и могли есть пшеничный хлеб — более вкусный и менее грубый, чем хлеб, отпускаемый простым солдатам.
Являлись легкой кавалерией, набиравшейся в основном из гуннов и готов. Они составляли отборные отряды личной охраны крупных военачальников и магнатов в их укрепленных поместьях. Всецело зависели от своего нанимателя, снабжавшего их продовольствием, конями и предположительно оружием. Вместе с тем, их нельзя считать простыми наёмниками: их «брали в товарищи»; они приносили присягу господину, в которой упоминали имя императора; в сражении защищали своего повелителя.

## Упоминания
В Западной Римской империи Стилихон в V веке после победы над войском Радагайса из части пленных сформировал 10-тысячный отряд, названный оптиматы и имевший такие же функции.
Агрессия Вандальского королевства в Сицилии была остановлена частной армией местного сенатора. В дальнейшем, несмотря на многочисленные запреты на частные армии, полководцы и обеспеченные люди имели возможность содержать собственные военные отряды. Например, большой частной армией располагал Велисарий Флавий, принимавший непосредственное участие в покорении Африки и Италии, вместе с другим известным полководцем Юстиниана, Нарсесом. Полководец Юстиниана Великого, имел 7 тысяч ипаспистов, принимавших участие в подавлении восстания Ника и войнах с вандалами и остготами.